# Athrycia macquarti
Athrycia macquarti är en tvåvingeart som beskrevs av Robineau-desvoidy 1863. Athrycia macquarti ingår i släktet Athrycia och familjen parasitflugor.
Artens utbredningsområde är Frankrike. Inga underarter finns listade i Catalogue of Life.